# OpenAd
OpenAd.net es un mercado en línea para la compra y venta de ideas creativas para uso en publicidad, marketing y diseño. El centro de sus servicios es darle a los compradores de ideas (marketers, anunciantes) acceso directo a una variedad de ideas sin publicar ofrecidas por más de 11.500 creativos de 125 países de todo el mundo.
Todo el proceso de compra y venta de ideas se lleva a cabo en línea, directamente entre anunciantes/marketers y creativos, sin la intervención de agencias en el proceso. Los clientes tienen la opción de establecer una fecha límite del concurso y un precio de compra por las ideas enviadas, mientras que los creativos tiene la opción de establecer el precio por las ideas en la Galería. Los clientes reciben un promedio de entre 20 y 100 soluciones creativas y pueden decidir comprar una, más o ninguna de las ideas propuestas. Los marketers pagan entre $3.000 y $100.000 por publicar “briefs” describiendo las tareas propuestas en su sitio Web. Las ideas aceptadas por los clientes están sujetas a negociación con el creador, mientras que OpenAd.net recauda una comisión del 22,5% de la transacción.
OpenAd.net ha sido utilizado por compradores de publicidad reconocidos como FHM, que ha utilizado el servicio tres veces para varias campañas.

## Cuentas de usuarios
El sitio web OpenAd.net ofrece dos tipos de cuentas de usuarios para:
- Creativos (Vendedores): las cuentas de Vendedores le permiten a los creativos cargar sus ideas a la Galería o responder a los brief de los clientes. El registro no tiene ningún coste para los creativos. Los estudiantes también tiene la posibilidad de competir en los concursos OpenAd Talent.
- Compradores (Clientes): los privilegios de las cuentas de Clientes dependen del paquete de Pertenencia elegido. La tarifa anual de Pertenencias depende de:
  - El número de briefs en línea que el cliente desee publicar
  - El número de categorías de la Galería al que el cliente desee tener acceso
  - El número de cuentas de usuarios deseado.

## Historia
El autor de la idea es Vital Verlic, quien fundó la compañía en 2003. La mayor parte de OpenAd AG en Suiza pertenece al holding esloveno, Istrabenz, que respaldó el proyecto en 2004. OpenAd.net es dirigido por Katarina Skoberne, una antigua ejecutiva de publicidad y televisión en Eslovenia.
Las subsidiarias de OpenAd están en Nueva York (OpenAd Inc.), Londres (OpenAd UK Ltd) y Liubliana (OpenAd d.o.o.), con representantes en Sídney, Buenos Aires, Ámsterdam y Bogotá. En 2006, OpenAd.net fue nominada a los Premios Webby en la categoría “Mejor servicio”.

## Estudio de Casos
- Ontrac Global
- AC Intercar
- Etam
- Emap
- Lastminute.com